# Feliks Pancer

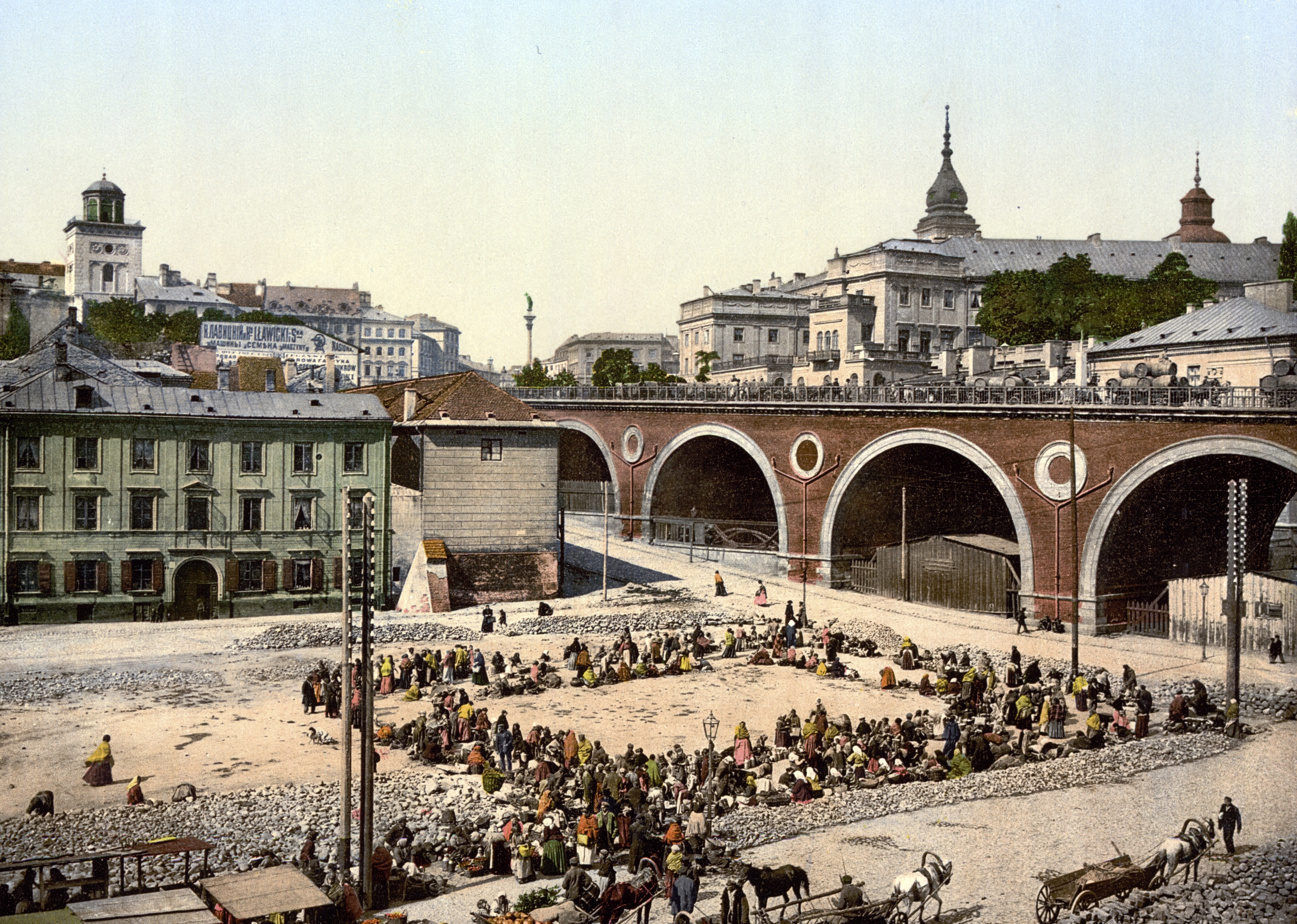
Najbardziej znana budowla Pancera - wiadukt Pancera w Warszawie

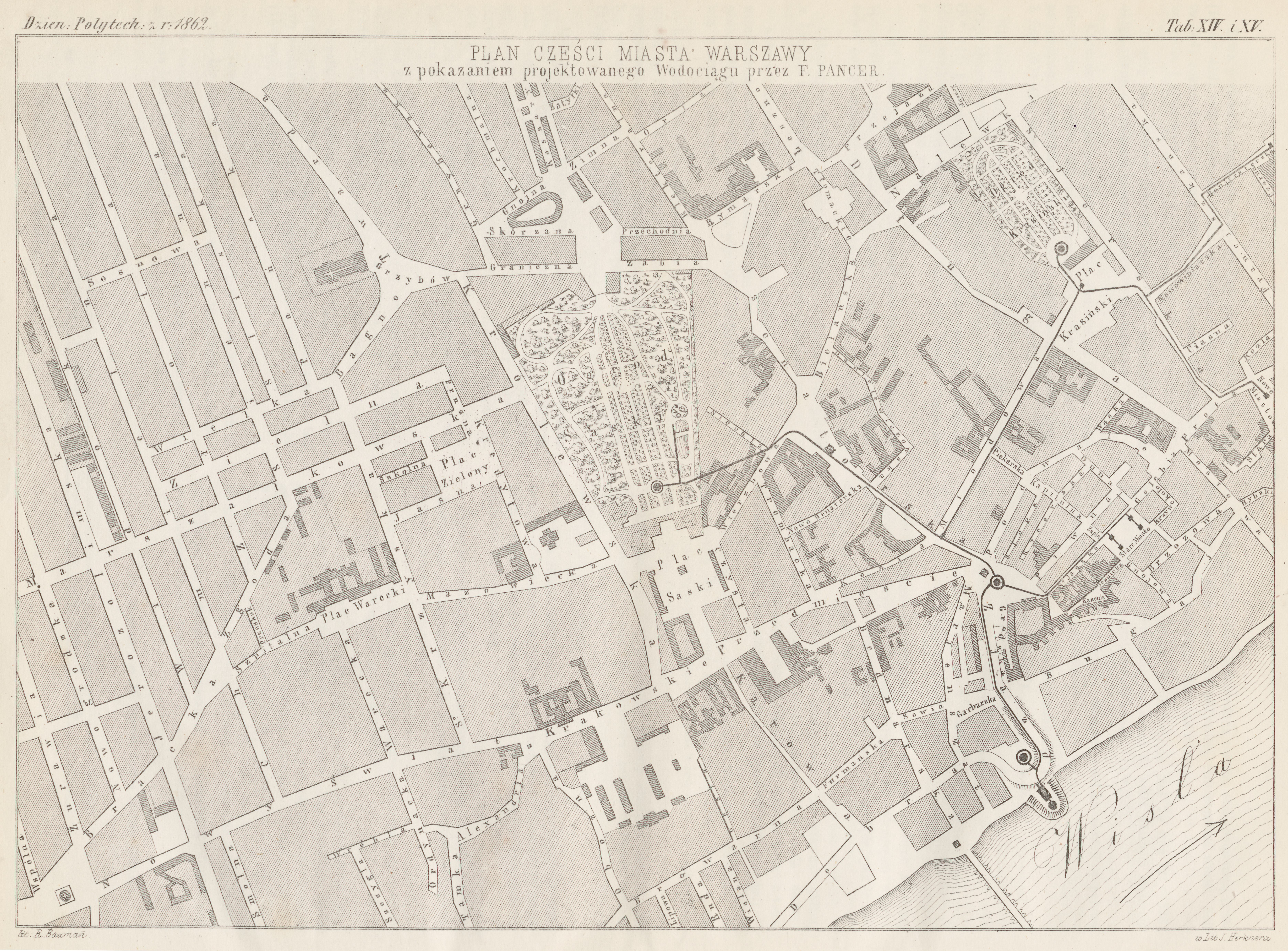
Plan części miasta Warszawy z pokazaniem wodociągu projektowanego przez Feliksa Pancera

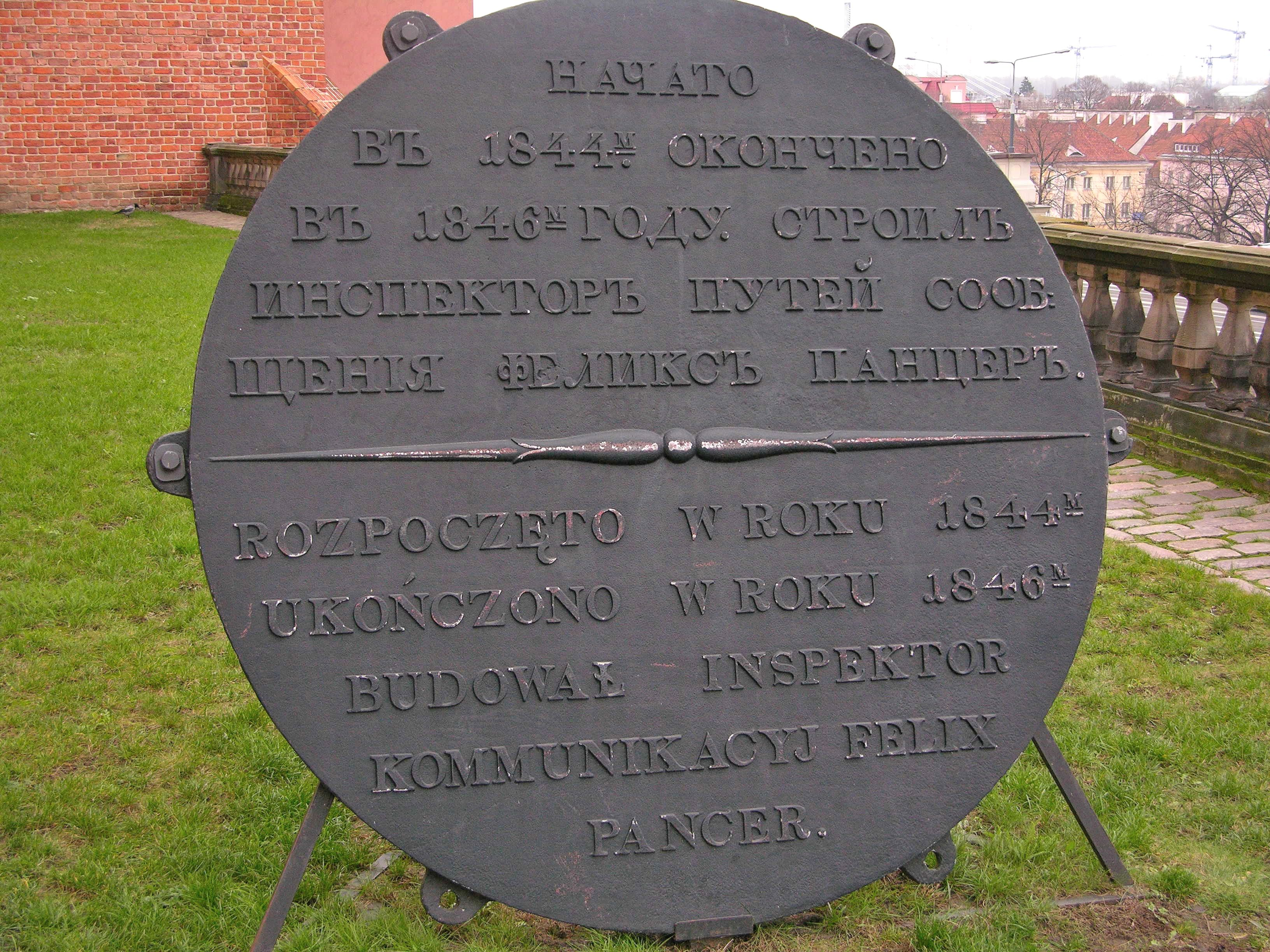
Płyta przy Bramie Grodzkiej Zamku Królewskiego (2009)

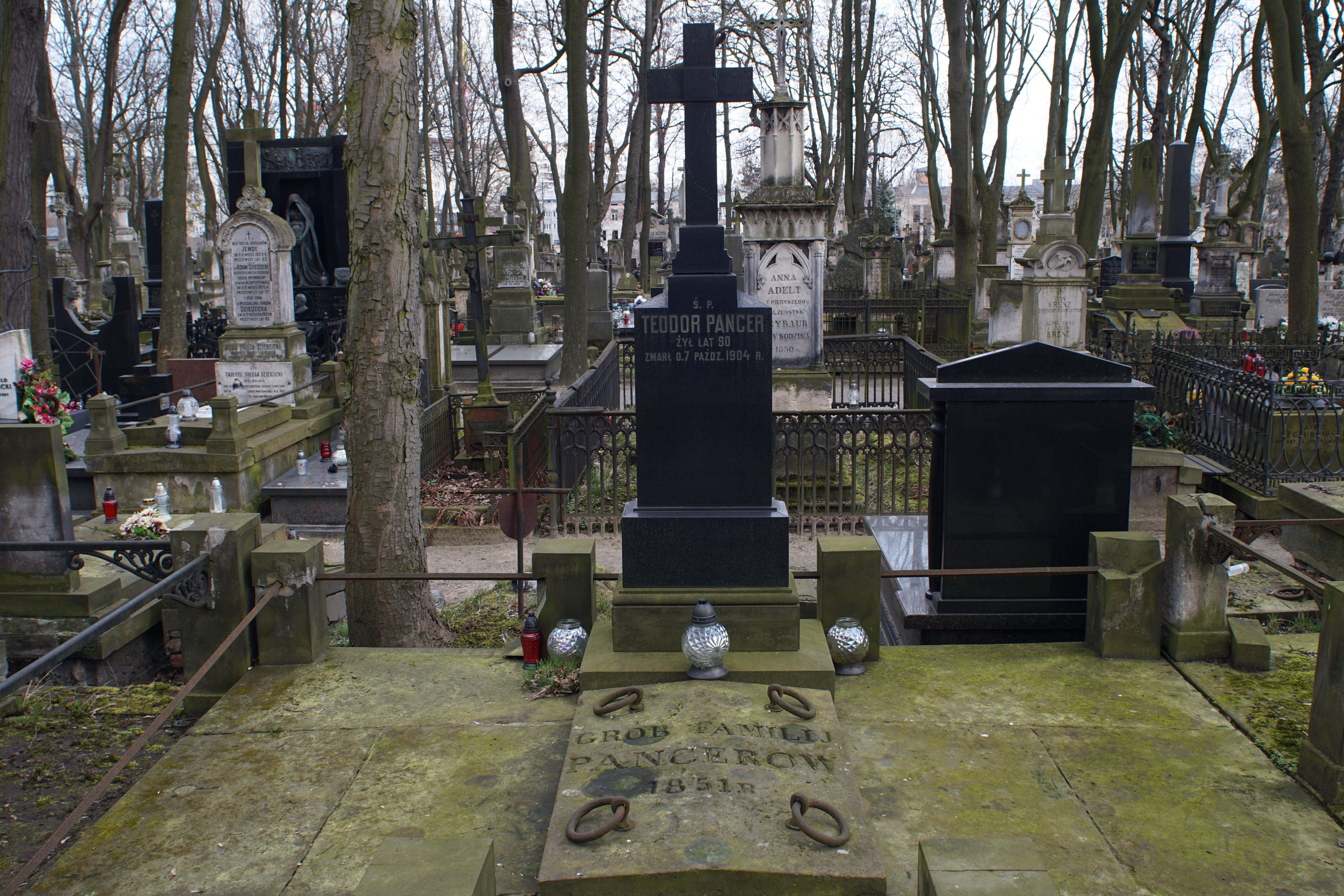
Grób Feliksa Pancera na cmentarzu Powązkowskim

Felicjan Feliks Pancer (ur. 27 maja 1798 w Bodzechowie, zm. 16 marca 1851 w Warszawie) – polski oficer, inżynier budownictwa lądowego i wodnego.

## Życiorys
Pochodził ze szlachty – syn Wojciecha Pancera i Petroneli z Cholewińskich. Edukację zaczął w Wąchocku i Krakowie, a w 1815 rozpoczął studia na Uniwersytecie Jagiellońskim, na wydziale filozofii, gdzie wykładano wówczas nauki ścisłe. W 1818 wstąpił do Korpusu Inżynierów Wojsk Polskich w Królestwie Polskim. Od 1818 brał udział w pracach nad sporządzaniem map Warszawy i okolic, za co w 1820 otrzymał stopień podporucznika. W latach 1825–1826 kierował budową zwodzonego, drewnianego mostu przez Narew między twierdzą Modlin a Kępą Szwedzką. Za udział w rozbudowie twierdzy Zamość w 1830 został awansowany do stopnia porucznika. W tym czasie sporządził również projekt jednoprzęsłowego mostu żelaznego przez Wisłę koło Warszawy. Szczegóły tego śmiałego projektu zawarł w pracy opublikowanej w języku polskim w 1830.
W 1826 został profesorem Szkoły Wojskowej Aplikacyjnej, gdzie do 1830 wykładał architekturę, budownictwo lądowe i wodne oraz mechanikę praktyczną. Za pracę dydaktyczną na stanowisku profesora otrzymał w 1829 Order Św. Anny 3 kl. Podczas budowy Kanału Augustowskiego zorganizował produkcję wapna hydraulicznego wiążącego pod wodą, które zastosowano podczas wykonywania śluz. W 1830 opuścił służbę wojskową w stopniu kapitana. Podczas powstania listopadowego zajmował się produkcją broni w Białogonie i Suchedniowie. Rozpoczął następnie pracę w Komisji Rządowej Finansów, a w 1832 w Komisji Rządowej Spraw Wewnętrznych, Duchowych i Oświecania Publicznego. Również w 1832 został członkiem Rady Budowlanej Królestwa Polskiego. Od 1838 był p.o. Generalnego Inspektora Dróg i Mostów, a w 1841 został zatwierdzony na tym stanowisku.
W 1838 opracował projekt drewnianego mostu przez Wieprz pod Kośminem, który został zbudowany w 1841; było to wówczas najwybitniejsze osiągnięcie w budownictwie mostów w Polsce. Most wyróżniał się nietypowo dużym rozmiarem przęsła (78 m, podczas gdy ówcześnie budowane mosty posiadały przęsła o długości rzadko przekraczającej 54 m) i dobrze opracowanymi detalami. Nagrodą za ten ówczesny cud techniki był Order Św. Włodzimierza 4 kl. W latach 1835–1838 Pancer zorganizował przy Komisji Rządowej Spraw Wewnętrznych kurs techniczny dla kandydatów na inżynierów; kurs ten na rozkaz władz zaborczych został zamknięty. W 1842 został członkiem nowo utworzonego w Królestwie Polskim Zarządu Komunikacji. W 1847 został inspektorem XIII Okręgu (Warszawskiego) Komunikacyjnego cesarstwa rosyjskiego. W okresie pełnienia tej funkcji m.in. wyremontował i zmodernizował kilka mostów na Wiśle, umocnił brzegi Wisły na linii Warszawa-Modlin.
Jednak najwybitniejszym jego osiągnięciem w tym czasie był zbudowany w Warszawie w latach 1844–1846 wiadukt ulicy Nowy Zjazd z placu Zamkowego w stronę Wisły, zwany wiaduktem Pancera. Za konstrukcję tę Pancer otrzymał gratyfikację w wysokości 3 tys. rubli (równowartość jego dwuletnich dochodów). W późniejszych latach sporządził jeszcze m.in. projekt wodociągów dla Warszawy i kolejnego mostu na Wiśle pod Warszawą, jednak nie uzyskały one akceptacji. Brał również udział w konkursach zagranicznych; jego projekt mostu na Renie w Kolonii (1850), chociaż nie przyjęty, wzbudził duże zainteresowanie europejskich inżynierów.
Został pochowany na cmentarzu Powązkowskim w Warszawie (kwatera 2, rząd 4, miejsce 14-16).

## Publikacje
- Wiadomość o nowym rodzaju mostów żelaznych z zastosowaniem do rzeki Wisły pod Warszawą, Warszawa 1830.
- O budowie i konserwacji dróg bitych i zwyczajnych, 1895

Napisał 15 artykułów publikowanych w ówczesnej prasie, m.in.:
- Pamiętniku Warszawskim Umiejętności Czystych i Stosowanych
- Pamiętniku Fizycznych, Matematycznych i Statystycznych Umiejętności z Zastosowaniem do Przemysłu.

## Życie prywatne
W 1826 ożenił się z Julią z Waligórskich. Jego córki Felicja (1832–1860) i Emilia (1827–1885) były literatkami i działaczkami oświatowymi, i kolejno żonami poety i działacza niepodległościowego Gustawa Ehrenberga.

## Upamiętnienie
- Jego nazwiskiem nazwano ulicę w warszawskiej dzielnicy Białołęka (osiedle Tarchomin)[7] oraz most na Narwi w Nowym Dworze Mazowieckim.
- Tablica pamiątkowa wmurowana w 1983 na ścianie pod wiaduktem Trasy W-Z[8].
- Płyta w językach polskim i rosyjskim upamiętniająca Wiadukt Pancera i jego projektanta przy Bramie Grodzkiej Zamku Królewskiego w Warszawie[8].